# Taphis
Taphis fou una localitat de l'antic Egipte, a uns 50 km al sud de Philae, que va quedar coberta per les aigües del Llac Nasser. Allà hi havia un temple d'època grecoromana que es va donar als Països Baixos com a agraïment pel seu ajut en la campanya internacional de rescat dels monuments nubians (1959-1972). El nom modern del llogaret era Tafa o Taffa o Tafah.